# 44号美国国道
44号美国国道（英語：U.S. Route 44）是一条东西方向的美国国道。该公路连接了马萨诸塞州普利茅斯和纽约州阿爾斯特縣，全长2,367英里。